# Ayah Bdeir
Ayah Bdeir (em árabe: آية بدير, Montreal, 1982) é uma empresária, inventora e artista interativa. Ela é a fundadora e CEO da littleBits. Ela também é cofundadora do Daleel Thawra, um diretório de protestos, iniciativas, doações no Líbano.

## Vida pregressa
Ayah Bdeir nasceu em Montreal, no Canadá, em uma família síria, e cresceu em Beirute, no Líbano. Ayah credita a seu falecido pai, Saadi Bdeir, um empresário, e a sua mãe, Randa Bdeir, uma banqueira, a inspiração para sua carreira e seu ativismo, porque eles criaram as filhas para amar matemática, ciências e design e perseguir suas paixões no campo que quisessem. Ayah Bdeir desmontava as coisas, abria-as para ver o que havia dentro. Quando tinha 12 anos, ela recebeu conjuntos de química e aulas de programação no Commodore 64. Seus pais não acreditavam nas diferenças de gênero, defendendo que suas filhas fossem cientistas e engenheiras, e incentivando-as a serem mulheres profissionais. (A mãe de Ayah frequentou a universidade para se formar na mesma época em que suas filhas frequentavam a escola.)

## Educação e carreira
Ayah Bdeir possui mestrado em Ciências pelo MIT Media Lab e graduação em Engenharia da Computação e Sociologia pela Universidade Americana de Beirute. Em 2008, ela recebeu uma bolsa de estudos para a Eyebeam, na cidade de Nova York. Ela deu aulas de pós-graduação no Programa de Telecomunicações Interativas (ITP) da NYU e na Parsons The New School for Design. Em 2010, Ayah atuou como mentora de design no reality show Estrelas da Ciência.
Em setembro de 2011, Ayah Bdeir fundou a littleBits Electronics, uma startup com o objetivo de "colocar o poder da eletrônica nas mãos de todos e quebrar tecnologias complexas para que qualquer um possa construir, prototipar e inventar". A empresa está sediada em Nova York com financiamento de investidores como True Ventures, Foundry Group e Two Sigma.
Em 2012, Ayah Bdeir recebeu a bolsa TED e deu uma palestra na conferência TED em Long Beach, intitulada "Building Blocks That Blink, Beep and Teach" (Blocos de construção que piscam, emitem bipes e ensinam).

## littleBits
Ayah Bdeir é a fundadora e CEO da littleBits.
littleBits juntou-se ao programa Disney Accelerator 2016. Também fez parceria com a Savvas, uma das principais empresas curriculares do mundo, para co-criar currículos para apoiar o seu programa de Ciências e Engenharia.
Em 2014, Ayah Bdeir e seu trabalho com littleBits foram incluídos na lista 35 Under 35 Coolest Entrepreneurs, da Inc.
Em 2018, ela e seu trabalho com littleBits foram incluídos na lista das 5 mulheres mais importantes para assistir na robótica, da Inc.
Em 2019, ela foi incluída nas "100 mulheres mais influentes" da BBC por suas contribuições para eliminar a disparidade de gênero em STEM.

## Movimento Maker, Internet das Coisas e neutralidade de gênero
Ayah Bdeir foi nomeada como um dos 25 Makers que estão reinventando o sonho americano da Popular Mechanics em 2014 e falou no TED, no SXSW, no Solid, e no CreativeMornings sobre o Movimento Maker, a importância da democratização da tecnologia e da Internet das Coisas.
Ayah Bdeir é uma defensora do Open Hardware Movement, uma iniciativa que visa garantir que o conhecimento tecnológico seja acessível a todos, e co-fundou o Open Hardware Summit, uma conferência anual organizada pela Open Source Hardware Association. Em 2010, Ayah recebeu uma bolsa da Creative Commons por seu trabalho na definição de Open Hardware e por co-presidir os Open Hardware Summits de 2010 e 2011.
Como membro da Creative Commons, ela liderou o concurso público para o logotipo Open Hardware – agora adotado em milhões de placas de circuito em todo o mundo. Ayah Bdeir publicou artigos acadêmicos e cunhou o termo “Electronics As Material”, que é a ideia de “pensar na eletrônica como um material que pode ser combinado com outros materiais tradicionais”.
Ayah Bdeir é uma defensora da Neutralidade de Gênero nos brinquedos. Ayah disse que está orgulhosa de que 40% da base de usuários do littleBits sejam meninas, quatro vezes a média das áreas de STEM/STEAM.

## Obras de arte
Antes do littleBits, Ayah Bdeir trabalhou como artista interativa. Expôs trabalhos na galeria Peacock Visual Arts (Aberdeen), no New Museum (Nova York), na Ars Electronica (Linz) e no Royal College of Art (Londres). As instalações incluem:
- Eletricidade Elusiva (Ejet Ejet) [32]
- Os segredos de Teta Haniya[33]
- Les Annees Lumière[34]
- Arábia[35]
- Pesquisa aleatória[36]

## Espetáculos e exposições
- "Legendado: Narrativas do Líbano", RCA (Royal College of Art) (Londres), 2011
- "Talk To Me", MoMA (Museu de Arte Moderna) (Nova York), 2011
- "Eletrônica como Materiais", Eyebeam (Nova York), 2010
- "7 on 7", New Museum (Nova York), 2010[37]
- "Identities in Motion", Peacock Visual Arts Gallery (Aberdeen, Escócia), 2009
- "Impetus", Ars Electronica (Linz, Áustria), Trabalhos do MIT Media Lab, curadoria de Hiroshi Ishii e Amanda Parkes, 2009
- "Open Stitch", Galeria Location One (Nova York), 2005

## Comissões
- Mapeamento de projeção UFA – Cores de uma antiga Beirute[38]
- Branco – companheiro de origem
- O Novo Museu – Escultura Renegada
- Festival Beiteddine – Guy Manoukian